# Samick
Samick Musical Instruments Co., Ltd. ist ein 1958 in Korea gegründetes Unternehmen des Musikinstrumentenbaus, das in Europa hauptsächlich als Hersteller von Klavieren und Flügeln bekannt wurde. Es hat seinen Hauptsitz in der südkoreanischen Hafenstadt Incheon.

## Geschichte
Zunächst als reiner Importeur von Klavieren gegründet begann Samick 1960 mit dem Bau der ersten koreanischen Klaviere. Ab 1965 kam die Herstellung anderer Musikinstrumente wie Gitarren dazu.
Obwohl sich Samick in den folgenden Jahrzehnten zu einem der weltweit größten Klavierhersteller entwickelte, verschuldete sich das Unternehmen in den 1990er Jahren immer mehr und wurde deshalb 2002 in ein Schuldenprogramm aufgenommen. Schließlich wurde Samick von dem koreanischen Baumaschinenkonzern Speco Ltd.  aufgekauft. Speco tauschte das komplette Management aus und rüstete das Unternehmen um.
2004 stieg Samick beim deutschen Traditionshersteller von Klavieren Bechstein ein. Es folgte ein Aktientausch mit gegenseitiger Beteiligung. Durch zwei Kapitalerhöhungen wurden die Anteile von 49 % auf 19 % reduziert und 2009 komplett abgegeben.
Mit Fabrikationsstandorten in Korea, China, Indonesien und den USA ist Samick heute nach eigenen Angaben der größte Hersteller von Klavieren und eines der größten Musikinstrumentenbauunternehmen weltweit. Im November 2008 wurde das insolvente deutsche Klavierbauunternehmen Seiler übernommen.

## Sonstiges
Zum dreißigjährigen Firmenjubiläum brachte Samick 1988 eine limitierte E-Gitarre mit einem Airbrush am Korpus auf den Markt. Das Motiv war ein mit zwei Schwertern durchstochener Totenkopf und eine Schlange.